# Tempest Rising
Tempest Rising — стратегічна відеогра в реальному часі, розроблена Slipgate Ironworks і 2B Games і видана 3D Realms із Knights Peak 17 квітня 2025 року для Windows. Вона наслідує класичні ігри жанру, особливо серію Command & Conquer. Гра відбувається в тому ж вигаданому всесвіті, що й Phantom Fury, але набагато раніше, в альтернативному 1997 році, де в світі з'явилося фантастичне джерело енергії — рослина «Буря», що живиться радіацією, і за володіння якою борються дві світові фракції.

## Ігровий процес
Tempest Rising використовує класичний ігровий процес, де гравці будують військові бази, збирають ресурси та створюють армії, щоб перемогти суперників. Ігровий наслідує серію Command & Conquer та інші RTS 1990-х і 2000-х років.
База складається з будівель, розташованих за прямокутною сіткою. В Tempest Rising немає «суперзброї» чи «суперюніта», але на найвищому технологічному рівні відкриваються найпотужніші здібності підтримки військ. Інженери можуть ремонтувати союзні будівлі та техніку, а також захоплювати ворожі будівлі. В деяких будівлях війська здатні лишатися всередині для оборони. Також для оборони слугують стіни, що будуються навколо бази та на яких можна розміщувати оборонні вежі. Війська заробляють досвід, залежно від обсягу шкоди, завданої ворогам (при цьому розчавлення малих юнітів більшими при русі враховується як і знищення зброєю). Досвід збільшує їхнє звання, що надає кращу броню, забійну силу та нарешті самовідновлення.
Всі фракції використовують два головних ресурси: енергію та кошти. Енергія генерується електростанціями. Якщо її недостатньо, вся база працюватиме сповільнено. Кошти отримуються з «Бурі» — рослин, які існують на обмежених територіях і після збору поступово відростають. З точки зору ігрової механіки Буря аналогічна мінералу тиберію з Command & Conquer.
У грі три фракції:
- Глобальні сили оборони є союзом між країнами Західної Європи, США та Канадою. Покладаються на рухливість, локальне ослаблення ворога й руйнівні точкові атаки. Фракція має хорошу розвідку, дрони, транспорт на повітряній подушці, стелс-технології. Особливо ефективна в протидії групам піхоти. Використовує додатковий ресурс, розвіддані, що витрачаються на особливі можливості та найм спеціалістів. Частина будівель доповнюється модулями, що відкривають нові бойові одиниці. Ця фракція вже фігурувала в іграх Ion Fury та Bombshell[2].
- Династія Бурі об'єднує країни Східної Європи та Азії. Використовує більш фантастичні технології: штучний інтелект, електророзрядну зброю, підземні човни. Вона покладається на повільний і широкий потужний наступ і ефективне використання Бурі. Так, її збірники Бурі можна швидко згортати й розгортати в будь-якому місці, а багато зброї працюють на Бурі. Династія може перевищувати стандартну продуктивність своїх споруд в обмін на їхнє пошкодження. Будівлі, отримуючи вдосконалення, відкривають нові функції. Наприклад, бараки починають лікувати піхоту. Династія може використати один з трьох «планів», які дають суттєву перевагу в логістиці, вогневій міці чи в обороні[3].
- Веті — це стародавня цивілізація, що в доісторичні часи правила Землею і спала в підземних сховищах. Вона покладається на використання Бурі. Присутня лише як ворог у кампанії.

Tempest Rising містить дві кампанії, за Глобальні сили оборони та за Династію бурі. Кожна складається з 11-и місій.

## Сюжет

### Світ гри
Передумовою Tempest Rising є альтернативний фінал Карибської кризи. В світі гри вона завершилася ядерною війною, що призвело до зараження радіацією значних територій. Згодом у постраждалих регіонах почали поширюватися червоні рослини, названі «Буря». Вони виявилися джерелом доступного та ефективного палива. Дія розгортається в 1997, де внаслідок війни та подальшого розвитку технології досягнули рівня, приблизно еквівалентного 2020-м. За пануванням над заростями Бурі борються дві сили: Глобальні сили оборони (GDF), що виникли на основі ООН, і Династія Бурі, що сформувалася на основі країн соцтабору.

### Дія

#### Глобальні сили оборони
Гравець виступає в ролі командера ГСО. Полковник Роберт Фішер доручає розслідувати чому припинився видобуток Бурі в Ісландії. Війська Династії атакують місцеву базу ГСО, але командер захищає її та знищує ворожі сховища Бурі. Щоб саботувати подальші плани Династії, Фішер спрямовує на територію Росії снайперку Брону Креґан, яка розвідує територію та захоплює базу.
Тим часом Династія починає наступ на Німеччину і ГСО влаштовує оборону Мюнхена. Потім командер супроводжує конвой з припасами в Альпах. Фішер доручає знищити базу Династії в Любліні, Польща, яка забезпечує фронт Бурею. Далі в Мінську, Білорусь, командер здійснює порятунок захоплених ворогами вчених та інженерів.
Командеру наказують терміново евакуювати археологів з долини Тигру та Євфрату, Ірак. Там виявляються стародавні руїни, до яких Династія доставляє та підриває ядерний заряд. З руїн виходить високорозвинена цивілізація Веті, що атакує всіх навколо. Війська ГСО відступають.
Після програної битви за Александрію, Єгипет, ГСО знаходять вразливість Веті. В результаті фінальної битви в Мурсії, Іспанія, третину Веті вдається знищити. Решта повертаються під землю.

#### Династія Бурі
ГСО розпочали видобуток Бурі в Хорватії, лейтенантка Єлена Мельник спрямовує війська під командування генерала перешкодити їм. Але ГСО захоплює базу в Краснодарі, Росія, і захоплений інформатор може видати цінні дані. Генерал організовує порятунок інформатора. Потім Династія супроводжує інформатора до дослідницького комплексу в Попраді, Словаччина. Далі війська Династії знищують дослідницький центр ГСО у Брюсселі, Бельгія.
Династія скоює напад на базу в Альпах і знищує конвой. Потім вона збирає Бурю в Воронежі, Росія, захищаючи базу від атак ГСО. В Софії, Болгарія, генерал евакуює Алекса Молчаліна, сина засновника Династії, Домового Молчаліна.
ШІ Піфія попереджає про загрозу, яку становлять розкопки під проводом ГСО в Іраку. Династія захоплює розкопані руїни та підриває всередині ядерний заряд. Потім і Греції Династія захоплює комунікаційний центр та інфраструктуру, а в Болгарії Алекс Молчалін проголошує себе новим очільником Династії. Тому генералу доводиться битися на два фронти: проти пробуджених Веті та проти прибічників Домового.
У Мілані, Італія, війська Династії штурмують розташування передатчика енергії Веті, що живить захисне поле навколо храму. Інженер забирає з храму керівний пристрій, машини Веті масово вимикаються навколо.

## Розробка
Розробник Slipgate Ironworks базується в Данії. THQ Nordic анонсувала Tempest Rising у серпні 2022 року. У наступному році в Steam була випущена демоверсія гри. Спершу — з початковими місіями двох кампаній, потім також з обмеженим мультиплеєром. В грудні 2025 датою виходу було оголошено 24 квітня 2025 року. Проте гра вийшла на тиждень раніше, 17 квітня, через помилку видавця. Саме 17 квітня гру повинні були отримати покупці Deluxe-версії, але Tempest Rising стала доступною для всіх.

## Сприйняття
Ден Стейплтон на IGN виніс вердикт, що Tempest Rising відтворює стиль Command & Conquer часів її розквіту, але не має таких же харизматичних персонажів, а фракціям бракує самобутності як у геймплейному плані, так і в сюжетному. Наприклад, Династія ідеологічно невиразна і навіть не складає протилежності GDF. В той же час критик похвалив різноманітність місій у кампанії та додаткові завдання, що спонукають до повторного проходження гри (хоча й не такого творчого рівня, як у StarCraft 2); а також здібності окремих військ, які додають мікроконтролю.
Рік Лейн на PC Gamer зробив висновок, що Tempest Rising дотримується класичної формули жанру RTS, має чудовий вигляд і озвучення. Гра використовує зручне керування великими групами військ, завдяки чому вони діють саме так, як слід очікувати. Фінали обох кампаній, де потрібно протистояти Веті, чудові. Проте неможливість грати за Веті засмучує. Критик зауважив, що кампанії є просто двома поглядами на ті самі події з різних точок зору, а анімовані заставки між місіями поступаються заставкам з живими акторами, якими славилася Command & Conquer.
Як написав Алекс Батталья на сайті Eurogamer, ритм та подача сюжету будуть знайомі гравцям у Command and Conquer, однак грається Tempest Rising трохи інакше. Технічні дослідження, здібності юнітів та наявність обмеження на населення більше нагадують підхід Blizzard, тоді як нагороди за місії та бонуси, що призначаються військам поза боєм, спонукають пригадати ігри від Relic або Creative Assembly. Графіка гри добре виконана, а обриси юнітів легко впізнавані, хоча розробники пішли на декілька компромісів аби Tempest Rising однаково йшла на різних пристроях. Дію підкріплює відповідний різним ситуаціям саундтрек.